# Sävast
Sävast è un'area urbana della Svezia situata nel comune di Boden, contea di Norrbotten.
La popolazione rilevata nel censimento 2010 era di 3 148 abitanti .